# Lammert Kamphuis
Lammert Kamphuis (1983) is een Nederlands theoloog, filosoof, spreker en schrijver. Hij publiceerde enkele populair-filosofische boeken en treedt regelmatig op als spreker, waaronder op het festival Lowlands.

## Biografie
Lammert Kamphuis groeide op in een traditioneel gereformeerd-vrijgemaakt gezin. Zijn vader was Barend Kamphuis, hoogleraar dogmatiek aan de Theologische Universiteit Kampen in Kampen en zijn grootvader was Jaap Kamphuis, eveneens hoogleraar dogmatiek aan dezelfde universiteit, tevens voorman in deze kerken. Hij schrijft in zijn publicaties regelmatig over zijn achtergrond. Hij studeerde zelf ook theologie in Kampen en vervolgens filosofie (wijsbegeerte) aan de Universiteit Utrecht. Hij rondde beide studies succesvol af.
Kamphuis is hoofddocent bij The School of Life in Amsterdam. Met zijn boek Filosofie voor een weergaloos leven (2018) brak hij door bij het grote publiek. Het werd vele malen herdrukt en vertaald in het Duits, Spaans en Koreaans. In 2023 verscheen Verslaafd aan ons eigen gelijk, een pleidooi voor filosofie als medicijn tegen polarisatie. Daarbij muntte hij de term 'perspectivistische lenigheid' als methode tot wederzijds begrip.

## Bestseller 60
| Boeken met noteringen in de Nederlandse Bestseller 60 | Jaar van verschijnen | Datum van binnenkomst | Hoogste positie | Aantal weken | Opmerkingen |
| ----------------------------------------------------- | -------------------- | --------------------- | --------------- | ------------ | ----------- |
| Filosofie voor een weergaloos leven                   | 2018                 | 13-06-2018            | 25              | 5            |             |
| Verslaafd aan ons eigen gelijk                        | 2023                 | 04-10-2023            | 36              | 1            |             |

- Gemeinsame Normdatei: 1058724584
- International Standard Name Identifier: 0000 0004 3705 2138
- Library of Congress Control Number: n2020040339
- Nederlandse Thesaurus van Auteursnamen: 380711265
- Réseau des bibliothèques de Suisse occidentale: 02-A028781899
- Virtual International Authority File: 310694700